# Casa Anna de Móra de Bacardí
La Casa Anna de Móra de Bacardí és un edifici situat al carrer de Sor Eulàlia d'Anzizu, al barri de Pedralbes de Barcelona, inclòs a l'Inventari del Patrimoni Arquitectònic de Catalunya.

## Història
Va ser projectada el 1911 per l'arquitecte Jeroni Ferran Granell i Manresa per a Anna de Móra de Bacardí, representada pel seu marit Josep Moré. Més recentment, fou reformada pels arquitectes Òscar Tusquets i Carles Díaz (Tusquets-Díaz & Assoc.) com a seu del Col·legi de Censors Jurats de Comptes de Catalunya.

## Descripció
És una casa aïllada amb jardí, i consta de planta baixa i pis. S'organitza a partir d'un cos principal alineat amb l'eix d'accés del jardí. A la cara sud-oest d'aquest cos se li adjunta un altre més petit de la mateixa alçada. Aquests dos cossos estan units en la seva orientació sud per una galeria de dues plantes de forma arrodonida,que dona continuïtat al dos plans de façana que uneix. Aquesta juxtaposició de volums inclina la importància compositiva de l'edifici cap a la cruïlla.
La façana té una composició d'obertures en eixos verticals, mostrant tres eixos a la façana principal i un a la façana lateral dreta. L'eix central és el que marca la porta d'entrada que queda emfatitzada pel balcó del primer pis. La porta principal contrasta amb la ortogonalitat de les obertures, per ser parabòlica i tenir un emmarcament que engloba la llinda i connecta amb el balcó mitjançant formes ondulades exuberants. El parament està fet amb estucat continu llis, de color verd oliva suau, que contrasta amb la densa textura de la cornisa i la profusió de decoracions al voltant de les finestres.
El cos de l'esquerra té una marcada discontinuïtat a la cornisa que el singularitza respecte al cos principal. Els cossos rectangulars estan rematats per una cornisa perimetral de gruix considerable i suau perfil corbat. Aquesta està profusament ornada amb decoracions a les cantonades, envoltant els forats de ventilació de la coberta. Disposa de petites flors que actuen com a fons texturat. La coberta del cos d'unió és plana amb terrat. La teulada dels dos cossos alts ha estat alterada amb l'adició d'una planta amagada que només ensenya, des de carrer, un reduït bordó perimetral que acompanya la gran cornisa.